# Éditions Robert Laffont
Éditions Robert Laffont é uma editora francesa fundada em 1941 por Robert Laffont.
Publica biografias, não ficção, livros de esoterismo e espiritualidade, literatura em língua francesa, literatura em língua estrangeira traduzida para o francês, memórias, romances policiais e de espionagem, além da enciclopédica anual Quid.